# Élections législatives de 2007 dans l'Aude

Les élections législatives françaises de 2007 se déroulent les 10 et 17 juin 2007. Dans le département de l'Aude, trois députés sont à élire dans le cadre de trois circonscriptions. 

## Élus
| Circonscription | Député sortant    | Parti | Parti | Député élu ou réélu | Parti | Parti |
| --------------- | ----------------- | ----- | ----- | ------------------- | ----- | ----- |
| 1re             | Jean-Claude Perez |       | PS    | Jean-Claude Perez   |       | PS    |
| 2e              | Jacques Bascou    |       | PS    | Jacques Bascou      |       | PS    |
| 3e              | Jean-Paul Dupré   |       | PS    | Jean-Paul Dupré     |       | PS    |

## Résultats

### Résultats à l'échelle du département
| Parti                                    | Parti                               | Premier tour | Premier tour | Second tour | Second tour | Sièges |
| Parti                                    | Parti                               | Voix         | %            | Voix        | %           | Sièges |
| ---------------------------------------- | ----------------------------------- | ------------ | ------------ | ----------- | ----------- | ------ |
|                                          | Parti socialiste                    | 63 741       | 38,96        | 92 696      | 55,26       | 3      |
|                                          | Parti communiste français           | 6 856        | 4,19         |             |             | 0      |
|                                          | Les Verts                           | 3 677        | 2,25         | 0           |             |        |
|                                          | Gauche parlementaire                | 74 274       | 45,39        | 92 696      | 55,26       | 3      |
|                                          |                                     |              |              |             |             |        |
|                                          | Union pour un mouvement populaire   | 60 403       | 36,92        | 75 046      | 44,74       | 0      |
|                                          | Mouvement pour la France            | 808          | 0,49         |             |             | 0      |
|                                          | Divers droite                       | 547          | 0,33         | 0           |             |        |
|                                          | Majorité présidentielle             | 61 758       | 37,74        | 75 046      | 44,74       | 0      |
|                                          |                                     |              |              |             |             |        |
|                                          | UDF–Mouvement démocrate             | 8 134        | 4,97         |             |             | 0      |
|                                          | Front national                      | 8 043        | 4,92         | 0           |             |        |
|                                          | Extrême gauche dont LCR, LO et PT   | 5 730        | 3,50         | 0           |             |        |
|                                          | Divers                              | 3 327        | 2,03         | 0           |             |        |
|                                          | Divers écologiste dont LT-LNÉ et GÉ | 1 326        | 0,81         | 0           |             |        |
|                                          | Mouvement national républicain      | 1 028        | 0,63         | 0           |             |        |
|                                          |                                     |              |              |             |             |        |
| Inscrits                                 | Inscrits                            | 254 820      | 100,00       | 254 788     | 100,00      | 3      |
| Abstentions                              | Abstentions                         | 87 470       | 34,33        | 81 098      | 31,83       |        |
| Votants                                  | Votants                             | 167 350      | 65,67        | 173 690     | 68,17       |        |
| Blancs et nuls                           | Blancs et nuls                      | 3 730        | 2,23         | 5 948       | 3,42        |        |
| Exprimés                                 | Exprimés                            | 163 620      | 97,77        | 167 742     | 96,58       |        |
| Source : Ministère de l'Intérieur - Aude |                                     |              |              |             |             |        |

### Résultats par circonscription

#### Première circonscription (Carcassonne)
| Candidat       | Candidat                        | Parti              | Premier tour | Premier tour | Second tour | Second tour |  |
| Candidat       | Candidat                        | Parti              | Voix         | %            | Voix        | %           |  |
| -------------- | ------------------------------- | ------------------ | ------------ | ------------ | ----------- | ----------- |  |
|                | Jean-Claude Perez sortant réélu | PS                 | 16 977       | 37,85        | 25 291      | 54,48       |  |
|                | Isabelle Chesa                  | UMP                | 16 767       | 37,38        | 21 135      | 45,52       |  |
|                | Monique Denux                   | UDF–MoDem          | 2 680        | 5,97         |             |             |  |
|                | Robert Morio                    | FN                 | 2 359        | 5,26         |             |             |  |
|                | Amandine Carrazoni Omari        | PCF                | 1 901        | 4,24         |             |             |  |
|                | Alain Vielmas                   | LCR                | 1 101        | 2,45         |             |             |  |
|                | Claude-Marie Benson             | Les Verts          | 1 046        | 2,33         |             |             |  |
|                | Claudine Latorre                | CPNT               | 517          | 1,15         |             |             |  |
|                | Claudine Gamerre                | GÉ                 | 314          | 0,7          |             |             |  |
|                | Jean-Pierre Brun                | MNR                | 282          | 0,63         |             |             |  |
|                | Denis Bord                      | Divers             | 261          | 0,58         |             |             |  |
|                | Magali Urroz                    | Régionaliste (POC) | 242          | 0,54         |             |             |  |
|                | Lucile El Hedri                 | LO                 | 224          | 0,5          |             |             |  |
|                | Jacques Vieules                 | PT                 | 184          | 0,41         |             |             |  |
|                |                                 |                    |              |              |             |             |  |
| Inscrits       | Inscrits                        | Inscrits           | 70 199       | 100,00       | 70 191      | 100,00      |  |
| Abstentions    | Abstentions                     | Abstentions        | 24 351       | 34,69        | 21 981      | 31,32       |  |
| Votants        | Votants                         | Votants            | 45 848       | 65,31        | 48 210      | 68,68       |  |
| Blancs et nuls | Blancs et nuls                  | Blancs et nuls     | 993          | 2,17         | 1 784       | 3,7         |  |
| Exprimés       | Exprimés                        | Exprimés           | 44 855       | 97,83        | 46 426      | 96,3        |  |

#### Deuxième circonscription (Narbonne)
| Candidat       | Candidat                     | Parti          | Premier tour | Premier tour | Second tour | Second tour |  |
| Candidat       | Candidat                     | Parti          | Voix         | %            | Voix        | %           |  |
| -------------- | ---------------------------- | -------------- | ------------ | ------------ | ----------- | ----------- |  |
|                | Michel Py                    | UMP            | 27 306       | 39,35        | 33 432      | 46,35       |  |
|                | Jacques Bascou sortant réélu | PS             | 26 098       | 37,61        | 38 701      | 53,65       |  |
|                | Jean-Pierre Nadal            | FN             | 3 524        | 5,08         |             |             |  |
|                | Patric Roux                  | PCF            | 3 292        | 4,74         |             |             |  |
|                | Alain Sohier                 | UDF–MoDem      | 2 969        | 4,28         |             |             |  |
|                | Francis Schroeder            | LCR            | 1 737        | 2,5          |             |             |  |
|                | Fabienne Decaens             | Les Verts      | 1 389        | 2            |             |             |  |
|                | Hélène Escudié               | CPNT           | 1 101        | 1,59         |             |             |  |
|                | Stéphane Imbert              | LT-LNÉ         | 610          | 0,88         |             |             |  |
|                | André Cau                    | MNR            | 438          | 0,63         |             |             |  |
|                | Véronique Kontowicz          | LO             | 353          | 0,51         |             |             |  |
|                | Élise Carpentier             | NC             | 353          | 0,51         |             |             |  |
|                | Yannick Amiard               | PT             | 223          | 0,32         |             |             |  |
|                | Denis Verdier                | Divers         | 0            | 0            |             |             |  |
|                |                              |                |              |              |             |             |  |
| Inscrits       | Inscrits                     | Inscrits       | 110 430      | 100,00       | 110 417     | 100,00      |  |
| Abstentions    | Abstentions                  | Abstentions    | 39 635       | 35,89        | 35 994      | 32,6        |  |
| Votants        | Votants                      | Votants        | 70 795       | 64,11        | 74 423      | 67,4        |  |
| Blancs et nuls | Blancs et nuls               | Blancs et nuls | 1 402        | 1,98         | 2 290       | 3,08        |  |
| Exprimés       | Exprimés                     | Exprimés       | 69 393       | 98,02        | 72 133      | 96,92       |  |

#### Troisième circonscription (Castelnaudary - Limoux)
| Candidat       | Candidat                      | Parti          | Premier tour | Premier tour | Second tour | Second tour |  |
| Candidat       | Candidat                      | Parti          | Voix         | %            | Voix        | %           |  |
| -------------- | ----------------------------- | -------------- | ------------ | ------------ | ----------- | ----------- |  |
|                | Jean-Paul Dupré sortant réélu | PS             | 20 666       | 41,86        | 28 704      | 58,36       |  |
|                | Jean Salvignol                | UMP            | 16 330       | 33,08        | 20 479      | 41,64       |  |
|                | René Caunes                   | UDF–MoDem      | 2 485        | 5,03         |             |             |  |
|                | Paule Mercier                 | FN             | 2 160        | 4,37         |             |             |  |
|                | Marie-Ange Larruy             | PCF            | 1 663        | 3,37         |             |             |  |
|                | Annabelle Pujol               | LCR            | 1 558        | 3,16         |             |             |  |
|                | Josiane Hograindleur          | Les Verts      | 1 242        | 2,52         |             |             |  |
|                | Jean-François Leclerc         | MPF            | 808          | 1,64         |             |             |  |
|                | Patrice Mallet                | CPNT           | 787          | 1,59         |             |             |  |
|                | Lucette Pinel                 | Divers         | 419          | 0,85         |             |             |  |
|                | Yvette Lestrade               | GÉ             | 402          | 0,81         |             |             |  |
|                | Dominique Galonnier           | LO             | 350          | 0,71         |             |             |  |
|                | Erick Mercher                 | MNR            | 308          | 0,62         |             |             |  |
|                | Jean-Jacques Rabineau         | NC             | 193          | 0,39         |             |             |  |
|                | Martin De Soos                | DLR            | 1            | 0            |             |             |  |
|                |                               |                |              |              |             |             |  |
| Inscrits       | Inscrits                      | Inscrits       | 74 191       | 100,00       | 74 180      | 100,00      |  |
| Abstentions    | Abstentions                   | Abstentions    | 23 484       | 31,65        | 23 123      | 31,17       |  |
| Votants        | Votants                       | Votants        | 50 707       | 68,35        | 51 057      | 68,83       |  |
| Blancs et nuls | Blancs et nuls                | Blancs et nuls | 1 335        | 2,63         | 1 874       | 3,67        |  |
| Exprimés       | Exprimés                      | Exprimés       | 49 372       | 97,37        | 49 183      | 96,33       |  |